# Гедеон (Грембецкий)
Иеромонах Гедеон Грембецкий (ум. 1724) — иеромонах Русской православной церкви, педагог, префект Славяно-греко-латинской академии.

## Биография
Из Киево-Могилянской академии перешёл в Славяно-греко-латинскую академиию города Москвы и, по окончании курса в 1711 году, был назначен учителем низших школ, а в 1718 году — учителем риторики.
В 1721 году он был назначен префектом Славяно-греко-латинская академии. Гедеон особенно заботился о том, чтобы воспрепятствовать побегам учеников и переходу их в светское ведомство; он вёл борьбу с доктором Н. Л. Бидлоо, «записующим что наилучших учеников в анатомическое учение без ректорского и префекторского ведома». 30 октября 1721 года просил у Синода особого распоряжения о возвращении властями беглых обратно, однако не получил ответа.
Для изучения в академии им был составлен учебник под остроумным названием «Vellus Gedeonis» («Шерсть Гедеона»; на латыни, на которой тогда велось обучение), — в названии автор обыгрывал имя своего святого, намекая при этом, что собранные в учебнике знания напоминают ту чудесную росу, которой Господь за ночь напитал шкуру ягнёнка, оставив землю вокруг сухой.
Гедеон умер в 1724 году.